# Robertas Žulpa
Robertas Žulpa (20. března 1960 Vilnius, Litva – 30. srpna 2024) byl litevský plavec, který reprezentoval Sovětský svaz. 

## Život
Ještě při reprezentační přípravě v Moskvě se seznámil s italskou studentkou ruštiny Aristéjou na Puškinově univerzitě, kterou si nakonec vzal za ženu. V roce 1988 s ní odešel do Itálie, kde se do roku 1999 živil jako plavecký trenér mládeže. Měli spolu dvě dcery – Brigitu a André. Poté působil jako překladatel a zástupce italských obchodních společností v Litvě.
V roce 2024 byl vyznamenán Řádem litevského velkoknížete Gediminase.
Zemřel 30. srpna 2024. Úmrtí potvrdila litevská veřejnoprávní televize LRT, s odkazem na plavkyni Linu Kačiušytėovou. Později zprávu potvrdila též Litevská plavecká asociace.

## Kariéra
Žulpa trénoval se ve sportovním klubu Žalgiris Vilnius a specializoval se na plavání na 100 m a 200 m prsařským stylem. V době své aktivní sportovní kariéry měřil 1,93 m a vážil 82 kg. V celostátní anketě prováděné v roce 1981 byl zvolen nejoblíbenějším sportovcem Litvy. V roce 1988 emigroval do Itálie, kde trénoval děti a pracoval jako překladatel. 
Na olympijských hrách v Moskvě roku 1980 získal zlatou medaili v závodě na 200 metrů ve stylu prsa. Stal se též trojnásobným mistrem Evropy, získal dva tituly individuální (200 a 100 metrů prsa) a jeden ze štafety. Na mistrovství světa dosáhl nejlepšího výsledku v roce 1982, když skončil druhý v prsařské dvoustovce. Na této jeho nejoblíbenější trati vytvořil v roce 1981 světový rekord a získal též zlato z univerziády roku 1983 a z her Družba roku 1984, které byly uspořádány pro sportovce východního bloku, kteří nemohli z politických důvodů jet na olympiádu do Los Angeles. V roce 1984 rovněž absolvoval Pedagogický institut ve Vilniusu a rok poté skončil se závodním plaváním. 